# Alain Schmitt
Alain Schmitt (ur. 2 listopada 1983) – francuski judoka. Olimpijczyk z Londynu 2012, gdzie zajął dziewiąte miejsce w wadze półśredniej.
Brązowy medalista mistrzostw świata w 2013; piąty w 2014; uczestnik zawodów w 2011 i 2015. Trzeci w drużynie w 2006. Startował w Pucharze Świata w latach 2002-2007 i 2010-2012. Piąty na mistrzostwach Europy w 2006 i 2011, a także dwukrotny medalista w drużynie. Trzeci na akademickich MŚ w 2006 roku.

## Letnie Igrzyska Olimpijskie 2012
| Konkurencja | Eliminacje               | Eliminacje               | Klas. końcowa |
| Konkurencja | Przeciwnik I             | Przeciwnik II            | Miejsce       |
| ----------- | ------------------------ | ------------------------ | ------------- |
| 81 kg       | Guillaume Elmont (NED) Z | Emmanuel Lucenti (ARG) P | 9.            |